# Experimentos de radiación en Cincinnati (1960-1971)
Los Experimentos de Radiación de Cincinnati fueron una serie de pruebas de irradiación corporal total y parcial realizadas en al menos 90 pacientes con cáncer avanzado en el Hospital General de Cincinnati, ahora Hospital Universitario, entre 1960 a 1971. Dirigidos por el radiólogo Dr. Eugene L. Saenger, los experimentos fueron financiados en parte por la Agencia de Apoyo Atómico de la Defensa dentro del Departamento de Defensa para estudiar cómo los soldados en la guerra nuclear se verían afectados por grandes dosis de radiación. Los experimentos se realizaron sin el consentimiento del paciente en los primeros cinco años del estudio y con niveles de consentimiento controvertidos a partir de entonces. Los pacientes irradiados experimentaron náuseas, vómitos, deterioro cognitivo y muerte. El contrato entre los investigadores y el Departamento de Defensa terminó en 1972 debido a la presión del senador Edward Kennedy marcándose así el final de la mayor experimentación de irradiación humana en los EE. UU. que comenzó después de la Segunda Guerra Mundial y continuó durante toda la era de la Guerra Fría.
Aunque inicialmente desapareció de la opinión pública, la controversia reapareció en 1993 y pronto fue investigada por Comité Asesor sobre Experimentos de Radiación Humana durante el gobierno de Bill Clinton. En 1994, las familias de los pacientes presentaron una demanda colectiva contra el equipo de 15 investigadores. Cinco años después, la Universidad de Cincinnati resolvió el caso por más de $ 4 millones.

## Experimentos y controversias.

### Financiamiento del Departamento de Defensa
El 25 de septiembre de 1958, Saenger envió una propuesta de subvención titulada "Cambios metabólicos en humanos después de la radiación corporal total" al Departamento de Defensa de los Estados Unidos, solicitando $ 25,085 para analizar los niveles de aminoaciduria en la orina de los pacientes irradiados de cuerpo total. Aunque varios investigadores militares, incluido el director de la División de Medicina y Química Nuclear, escribieron al Comando de Investigación y Desarrollo Médico del Ejército de los EE.UU que dudaban del valor práctico del estudio propuesto por el Dr. Saenger, el Departamento de Defensa de los Estados Unidos aprobó la propuesta de la subvención debido a la posibilidad de evaluar la efectividad de combate de los soldados en la guerra nuclear. La propuesta de subvención inicial se convirtió en un contrato de 11 años, en el que el Departamento de Defensa de los Estados Unidos proporcionó un total de $ 671 482.79 en fondos. Los detalles del progreso del experimento fueron una serie de 10 informes de progreso enviados al Departamento de Defensa de los Estados Unidos de 1960 a 1972, los primeros cinco de los cuales se titularon "Cambios metabólicos en humanos luego de la irradiación corporal total" y los últimos cinco "Efectos de la radiación en el hombre: Manifestaciones y esfuerzos terapéuticos". Los experimentos de irradiación solo comenzaron después de que se recibió la financiación del Departamento de Defensa de los Estados Unidos, y el primer experimento conocido tuvo lugar el 24 de mayo de 1960.
Existe controversia sobre cómo se asignaron los fondos del Departamento de Defensa de los Estados Unidos. El Dr. Saenger sostuvo que mientras los fondos del Departamento de Defensa se usaban para comprar equipos de irradiación, realizar pruebas de laboratorio y contratar personal, solo los fondos de la Universidad financiaban directamente el tratamiento de irradiación de los pacientes. Sin embargo, el Comité Asesor sobre Experimentos de Radiación Humana sostuvo que sin los fondos del Departamento de Defensa de los Estados Unidos, el Dr. Saenger no podría haber comenzado las pruebas de irradiación.

### Propósito militar
Como parte del contrato con el Departamento de Defensa de los Estados Unidos, los experimentos de radiación intentaron imitar las condiciones de la guerra nuclear para evaluar con precisión los efectos cognitivos y fisiológicos de la radiación en un soldado. Durante la irradiación, la postura en la que se colocaba a los pacientes reflejaba la posición defensiva de un soldado; la radiación fue diseñada, pero no probada, para ser administrada de manera unidireccional para reflejar la exposición de un soldado; y la irradiación se administraba en una dosis, diferente de la práctica médica estándar en ese momento, donde a los pacientes con cáncer se les administraban pequeñas dosis acumulativas para maximizar la destrucción de las células cancerosas. Aun así, en los informes de progreso enviados al Departamento de Defensa de los Estados Unidos y en su testimonio ante el Subcomité de Derecho Administrativo y Relaciones Gubernamentales en 1994, el Dr. Saenger sostuvo que el objetivo principal del estudio era brindar atención paliativa y terapéutica a los pacientes. Según el Dr. Saenger, el estudio de los efectos de la radiación en el rendimiento de un soldado era un objetivo secundario.

### Selección de pacientes
Los pacientes fueron remitidos a los experimentos del Dr. Saenger por la Clínica de Tumores del Hospital General de Cincinnati. Todos los pacientes tenían cánceres en etapa avanzada, incluidos cánceres de mama, pulmón, colon, páncreas, piel, seno, ovario, linfa, cérvix, recto, hígado, estómago, esófago, intestino, lengua, cerebro, amígdalas, recto, intestino y huesos. Aunque todos los pacientes padecían cáncer algunos afirman que el Dr. Saenger buscaba pacientes que gozaban de buena salud nutricional y que no habían estado expuestos tratamientos de radiación previos.
El proceso de selección de pacientes fue objeto de otra controversia. David Egilman, un médico que ejercía en Massachusetts en ese momento, criticó los procesos de selección e irradiación de pacientes en una declaración ante el Comité Asesor sobre Experimentos de Radiación Humana, y escribió que muchos de los cánceres eran resistentes a la radiación y no podrían haber sido tratados de manera efectiva sin matar el paciente. Por otro lado, el Colegio Americano de Radiología, después de enviar representantes al laboratorio del Dr. Saenger durante los experimentos de irradiación, concluyó en un informe de 1972 que el proceso de selección de los pacientes y de los experimentos en su conjunto “conformaron con la buena práctica médica.”

### Efectos en la salud
Los experimentos administraron entre 25 y 300 rad de irradiación corporal total y parcial de cobalto-60, radiación equivalente a 20 000 radiografías de tórax, en cuestión de horas. Hasta había planes para aumentar la dosis de radiación a 600 rad. Ocasionalmente extraían la médula ósea del paciente antes de la irradiación para reinfundirla en un esfuerzo por aliviar los efectos debilitantes para la salud de la radiación.
Los pacientes irradiados experimentaron una amplia variedad de efectos secundarios: náuseas, vómitos, diarrea, emaciación, hemorragia, fatiga, deterioro cognitivo y alucinaciones. 1/4 de los pacientes murieron dentro de los 2 meses de la irradiación, y más de 3/4 de los pacientes murieron dentro de un año. En su testimonio, el Dr. Saenger sostuvo que evaluar sobre la contribución directa de la irradiación a las tasas de mortalidad es imposible debido a la variedad de condiciones que actuaron como variables de confusión: tratamiento de quimioterapia anterior, tratamiento de radiación localizado y el cáncer en etapa avanzada. Afirmó que el cáncer era el factor principal en la muerte de los pacientes y que la irradiación tenía beneficios paliativos para el 31% de los pacientes.

### Formularios de consentimiento
Desde 1960-1965, no se utilizaron formularios de consentimiento por escrito en los experimentos de acuerdo con los requisitos del Hospital General de Cincinnati; el Departamento de Salud, Educación y Bienestar ; y el departamento de defensa. En abril de 1965, los pacientes recibieron formularios de consentimiento que, según el Dr. Saenger, informaban adecuadamente los peligros de la irradiación. Sin embargo, David Egilman afirmó que estas formas no mencionaban ningún efecto secundario relevante de la irradiación.
En 1969, el National Institutes of Health evaluó las prácticas éticas del Hospital General de Cincinnati, lo que motivó al Dr. Saenger adoptar un nuevo formulario de consentimiento que describía el propósito, el procedimiento y los riesgos de las pruebas de irradiación para los pacientes. Aun así, ningún formulario de consentimiento de los utilizados menciona la posible muerte.
Durante el ensayo de 1994, los familiares de los pacientes alegaron que los investigadores falsificaron las firmas de ciertos pacientes en los formularios de consentimiento.

### Investigadores[10]
- Dr. Eugene L. Saenger
- Dr. Edward B. Silberstein
- Dr. Bernard S. Aron
- Dr. Harry Horwitz
- Dr. James G. Kereiakes
- Dr. Harold Perry
- Dr. Ben I. Friedman
- Dr. Thomas Wright
- Dr. I-wen Chen
- Dr. Robert L. Kunkel
- Dr. Louis A. Gottschalk
- Dr. Theodore H. Wold
- Dr. Golding G. Gleser
- Dr. Warren O. Kessler
- Dr. Myron I. Varon

## Pacientes

### Estadística
Aunque solo se han identificado 89 pacientes, los registros médicos indican que al menos 90 pacientes participaron en los experimentos. Además, los informes de progreso enviados al Departamento de Defensa de los Estados Unidos sugieren que 10 individuos adicionales fueron irradiados cuyos tratamientos no se incluyeron en los registros médicos.
Aproximadamente el 43% de los pacientes conocidos eran mujeres y el 57% hombres.
La edad promedio de los pacientes fue de 59 años, tres niños de 9, 10 y 13 años fueron irradiados.
Para ver una lista de los 89 pacientes identificados, consulte el Apéndice 1 de The Treatment: The Story of Those Who Died in the Cincinnati Radiation Tests [El tratamiento: La historia de aquellos que murieron en las pruebas de radiación de Cincinnati] de Martha Stephens.

### Estatus socioeconómico
El paciente promedio tenía 5 años de educación formal, con un coeficiente intelectual promedio de 89. 62% eran afroamericanos, y la mayoría eran clase trabajadora. Un informe publicado en 1972 afirmaba que el estado socioeconómico de los pacientes coincidía con la composición general del Hospital General de Cincinnati.

## Revisión institucional (1958-1972)
Desde la propuesta de presupuesto inicial en 1958 a 1966, la Universidad de Cincinnati no tenía una junta de revisión institucional (institutional review boards en inglés) que evaluaran las prácticas éticas de los experimentos de radiación en Cincinnati. Cabe recalcar que las junta de revisión institucional no eran obligadas por ley para la investigación financiada por el gobierno hasta 1974. En 1966, la Universidad creó el Comité de Investigación de la Facultad (FCR, por sus siglas en inglés) en cumplimiento de una orden del Servicio de Salud Pública de los Estados Unidos, una junta de revisión institucional que realizó múltiples revisiones de los protocolos de investigación propuestos por los experimentos.
En marzo de 1966, el Dr. Saenger propuso un plan de investigación adicional llamado "Protección de humanos con médula autóloga almacenada" en un esfuerzo por ampliar su investigación para investigar los efectos paliativos de la extracción y reinfusión de médula ósea. Si bien el Comité de Investigación de la Facultad inicialmente consideró que el plan era inadecuado por no informar adecuadamente a los pacientes sobre los riesgos potenciales del tratamiento, una propuesta revisada en 1967 titulada "El efecto terapéutico de la irradiación corporal total seguida de la infusión de médula autóloga almacenada en humanos" recibió diversos niveles de aprobación por los miembros del Comité de Investigación de la Facultad. El Dr. George Shields afirmó que la tasa de mortalidad de los experimentos en ese momento en los experimentos era demasiado alta (25%), afirmando que si se aprobaba la propuesta, habría que informar explícitamente a los pacientes de la "posibilidad de de muerte de 1 en 4 dentro de unas pocas semanas debido al tratamiento". Otros miembros del Comité de Investigación de la Facultad, como el Dr. R. L. Witt y el Dr. Edward P. Radford, recomendaron la aprobación del estudio solo bajo las disposiciones que los investigadores describan claramente los objetivos terapéuticos y la probabilidad paliativa de los experimentos.
El 23 de mayo de 1967, se aprobó el nuevo protocolo de trasplante de médula ósea con la disposición de que los experimentos se centran únicamente en la "eficacia terapéutica de la irradiación de todo el cuerpo". Sin embargo, el Comité de Investigación de la Facultad no dio seguimiento a sus disposiciones hasta 1970, cuando consideró que el protocolo experimental era inadecuado, particularmente con respecto a la efectividad de las infusiones de médula ósea para aliviar los efectos debilitantes de la irradiación total del cuerpo. Aun así, el Comité de Investigación de la Facultad volvió a aprobar los experimentos el 9 de agosto de 1971.
En abril de 1972, otra propuesta titulada "Evaluación de la efectividad terapéutica de la irradiación total y parcial del cuerpo en comparación con la quimioterapia en humanos con carcinoma de pulmón y colon" se envió al Comité de Investigación de la Facultad, pero el presidente de la Universidad de Cincinnati pronto dio por terminada la contrato entre el Departamento de Defensa de los Estados Unidos y los investigadores de la Universidad de Cincinnati en un acuerdo con el senador Edward Kennedy debida a la imagen negativa ofrecida por la prensa de los experimentos. El nuevo protocolo quedó en suspenso hasta agosto de 1972, cuando finalmente fue aprobado por el Comité de Investigación de la Facultad como parte de una propuesta de subvención enviada al National Institutes of Health. El NIH, sin embargo, rechazó la propuesta en febrero de 1973, cortando los fondos externos para los experimentos.

## Cobertura de prensa y terminación del contrato del Departamento de Defensa (1971-1972)
El contrato del Dr. Saenger con el Departamento de Defensa atrajo la atención pública cuando el Washington Post publicó la noticia el 8 de octubre de 1971, investigación de Roger Rapoport. Tres días después, la Universidad de Cincinnati organizó una conferencia de prensa sobre los experimentos, que motivó tres investigaciones separadas de los experimentos por parte del Colegio Americano de Radiología, el Comité de Revisión Ad Hoc de la Universidad de Cincinnati y la Asociación de Profesores Junior de la Universidad de Cincinnati (JFA), cuyos informes fueron publicados en enero de 1972.
El informe de la Asociación de Profesores Junior de la Universidad de Cincinnati, titulado “Informe a la comunidad del campus”, fue escrito por Martha Stephens, profesora de inglés en la Universidad de Cincinnati. Stephens basó el informe en los informes de progreso del Dr. Saenger enviados al Departamento de Defensa de los Estados Unidos, que fueron entregados a Stephens por el Dr. Edwall Gall, el entonces Director del Centro Médico de la Universidad de Cincinnati. El informe de JFA se convirtió en una conferencia de prensa el 25 de enero de 1972 que llevó al Washington Post a publicar los resultados del informe de JFA al día siguiente. Mientras que el Dr. Saenger y el Dr. Silberstein criticaron el informe de la JFA, afirmaron que "los únicos comentarios desfavorables provinieron de un puñado de miembros de la facultad juvenil locales y no médicos" en su artículo no publicado "Ética en el juicio: médicos, congresistas y periodísticos", el informe y el artículo adjunto del Washington Post llamaron la atención del senador Edward Kennedy, quien ya estaba investigando la experimentación médica en los Estados Unidos.
Como parte de su investigación de los Experimentos de Radiación de Cincinnati, el senador Kennedy buscó entrevistas con los pacientes. En abril de 1972, el senador Kennedy, el gobernador de Ohio: John Gilligan, y Warren Bennis, el entonces presidente de la Universidad de Cincinnati, se reunieron y acordaron detener las investigaciones políticas de los Experimentos de Radiación de Cincinnati si el contrato entre los investigadores de la Universidad de Cincinnati y el Departamento de Defensa de los Estados Unidos era concluido.

## Nueva cobertura de prensa y audiencia del Congreso (1993-1994)
Este tema reapareció en los medios en noviembre de 1993 como resultado del periodismo de investigación de Eileen Welsome en la Tribuna de Albuquerque. Aunque los artículos de Welsome se enfocaron principalmente en las pruebas de la Guerra Fría en Los Álamos, el Departamento de Energía renovó las investigaciones de la experimentación humana de la Guerra Fría y, en enero de 1994, las noticias del Canal 12 de WKRC de Cincinnati se contactaron con Martha Stephens, autora original del informe de la JFA. WKRC transmitió un programa que presenta un debate entre Stephens, quien atacó los experimentos, y el congresista David Mann, quien defendió los experimentos y el Hospital General de Cincinnati.
Después de este programa televisado, el tema se mediatizo lo cual llevó a que la historia del Experimento de Radiación de Cincinnati se tratara en el New York Times. Según Martha Stephens, la publicidad generalizada obligó a David Mann a revertir su posición política sobre los experimentos para atraer a sus electores en las próximas elecciones primarias demócratas del Congreso de 1994, y David Mann pronto convocó a una audiencia del Congreso sobre los experimentos. Ocurriendo el 11 de abril de 1994 en Cincinnati, la audiencia ante el Subcomité de Derecho Administrativo y Relaciones Gubernamentales del Comité de la Judicatura proporcionó información sobre los experimentos al Comité Asesor sobre Expertos en Radiación Humana del presidente Bill Clinton, testimonios de los familiares de los pacientes, así como el único testimonio público del Dr. Saenger sobre los experimentos. Una de las principales preocupaciones de la audiencia fue evaluar si las familias de los pacientes debían ser compensadas monetariamente o no.

## Juicios (1994-1999)
La renovada publicidad también llevó a Martha Stephens y Laura Schneider, una estudiante graduada de la Universidad de Cincinnati, a investigar las identidades de los pacientes y sus familiares. Bob Newman, un abogado de derechos humanos, aceptó representar a las familias identificadas en una demanda colectiva presentada el 17 de febrero de 1994 contra los investigadores individuales, la Universidad de Cincinnati y la ciudad de Cincinnati.
En la demanda, las familias alegaron que los experimentos violaron los derechos de los pacientes al debido proceso legal, igual protección legal, privacidad y acceso a los tribunales. Aunque los investigadores individuales buscaron inmunidad como “médicos empleados públicamente”, la juez de la corte de distrito Sandra Beckwith desestimó los reclamos de los acusados, citando las directrices éticas del Código de Nuremberg para la experimentación humana establecidas en los juicios de médicos nazis de Nuremberg después de la Segunda Guerra Mundial.
Después de numerosas audiencias en In Re Cincinnati Radiation Litigation, el 4 de mayo de 1999, el juez Beckwith resolvió el caso por más de $ 4 millones, pagados por la Universidad, la Ciudad y los investigadores individuales.
Además del acuerdo, se exigió la creación de una placa conmemorativa para los pacientes de los experimentos de radiación de Cincinnati. En octubre de 1999, se erigió la placa con las palabras "In Memoriam: Estudio de los efectos de la radiación 1960-1972" cerca del edificio del Hospital General de Cincinnati, donde se realizaron los experimentos. Sin embargo, en junio de 2001, el edificio que albergaba al Hospital General fue demolido para construir un garaje de estacionamiento, y la placa se trasladó a un patio cerca de la clínica de tratamiento ambulatorio del Hospital Universitario actual.